# 流行性腦炎
流行性腦炎（英文：Encephalitis lethargica），又称甲型脑炎或嗜睡症（Sleeping/sleepy sickness），是一種非典型性的腦炎。此病最先由奥地利神經學家康斯坦丁·冯·艾克诺默于1917年报告。 此疾病不是由采采蠅（Tsetse fly）傳播的非洲昏睡症，也不是流行性脑膜炎（简称“流脑”）。 
此病影響大腦，令一些病人不能說話，甚至不能移動。 在1915年到1926年間，该疾病曾經發生全球性的大流行，据估计有超过100万人感染、50万人死亡，而之後只有零星個案而沒有再大规模爆發。

## 癥狀
流行性腦炎的癥狀為發高燒、喉嚨痛、頭痛、重影（Double vision）、動作及思想遲緩、日夜巔倒（sleep inversion）, 緊張症（catatonia）和疲勞。一些急症病人可能進入類似昏迷的狀態。病人的眼也可能出現不正常的運動、候群（parkinsonism）、上半身無力、肌肉痛、手震、頸部僵硬和行動變異（如思覺失調）。
患者可能會在短至一年後患上腦炎後型巴金森症。

## 病因
流行性腦炎的病因未明。
2004年的一個研究認為是由於免疫反應。

## 流行性脑炎大流行

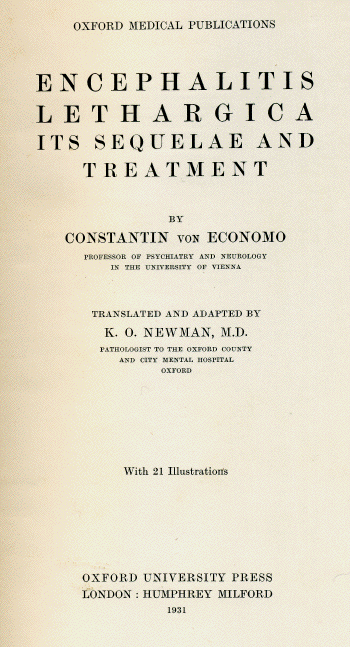
奥地利医生康斯坦丁·冯·艾克诺默关于流行性腦炎研究的论文封面。

1915-1926年间，流行性脑炎曾出现全球大流行，据估计有超100万人受感染（具体感染人数不明），部分地方疫情持续至1930年代。 有研究估计全球约有50万人因此死亡，而部分幸存者有残留后遗症。
1916年底，奥地利维也纳大学医学院的医生康斯坦丁·冯·艾克诺默发现有相关病例，并于1917年将其命名为“流行性脑炎（Encephalitis lethargica）”。 与此同时，法国医生让-勒内·克鲁切特也发现并报告了相关病例。此后，欧洲、世界各地开始陆续有疫情的报告。
1927年，流行性脑炎疫情基本消失。

## 外部連結
- National Institute of Neurological Disorders and Stroke （页面存档备份，存于）
- Mystery of the Forgotten Plague （页面存档备份，存于）: BBC news item about the tracing of the infectious agent in encephalitis lethargica